# Anna Lewandowska (ekonomistka)
Anna Lewandowska – polska ekonomistka, dr hab. nauk ekonomicznych, profesor uczelni Instytutu Zarządzania Uniwersytetu Ekonomicznego w Poznaniu.

## Życiorys
19 listopada 2004 obroniła pracę doktorską Środowiskowa ocena cyklu życia produktu na przykładzie wybranych typów pomp przemysłowych, 7 listopada 2013 habilitowała się na podstawie pracy zatytułowanej Ocena metodycznych i praktycznych możliwości wykorzystania środowiskowej oceny cyklu życia (ICA) w wybranych obszarach zastosowań. Została zatrudniona na stanowisku adiunkta w Katedrze Ekologii Produktów na Wydziale Towaroznawstwa Uniwersytetu Ekonomicznego w Poznaniu.
Była profesorem nadzwyczajnym w Katedrze Towaroznawstwa i Ekologii Produktów Przemysłowych na Wydziale Towaroznawstwa Uniwersytetu Ekonomicznego w Poznaniu.
Jest profesorem uczelni Instytutu Zarządzania Uniwersytetu Ekonomicznego w Poznaniu.